# الخرابة (دوعن)

'

تعديل مصدري - تعديل

الخرابة هي إحدى قرى عزلة صيف بمديرية دوعن التابعة لمحافظة حضرموت، بلغ تعداد سكانها 19 نسمة حسب تعداد اليمن لعام 2004.